# Pidvysoke (Naráyiv)
Pidvysoke (ucraniano: Підвисо́ке) es un pueblo de Ucrania, perteneciente al municipio rural de Naráyiv, en el raión de Ternópil de la óblast de Ternópil.
En 2001, el pueblo tenía una población de 317 habitantes.
Se ubica en el límite con la óblast de Ivano-Frankivsk, a medio camino entre Berezhany y Rohatyn sobre la carretera M12.

## Historia
Antes de la formación del actual municipio de Naráyiv en 2019, el pueblo era sede de un consejo rural en el raión de Berezhany. El consejo rural incluía como pedanías a Hútysko y Demnia.